# Slowind
Slowind je slovenski pihalni kvintet, ki je bil ustanovljen sredi 90. let 20. stoletja.
Člani instrumentalne zasedbe:
- Aleš Kacjan, flavta
- Matej Šarc, oboa
- Jurij Jenko, klarinet
- Metod Tomac, rog
- Paolo Calligaris, fagot